# Яна Кандарр
Яна Кандарр (нім. Jana Kandarr; нар. 21 вересня 1976, Галле) — колишня німецька тенісистка.
Найвищу одиночну позицію рейтингу WTA — 43 місце досягнула 11 червня 2001 року.
Найбільшим її успіхом у десятирічній кар'єрі в тенісі було досягнення четвертого раунду Australian Open 2000 року, коли вона пройшла кваліфікації і здобула 6 трьохсетових перемог поспіль.
Завершила кар'єру 2005 року.